# Koji Suzuki
Koji Suzuki (鈴木光司, Suzuki Kōji) é um escritor japonês que se formou na Universidade Keio e vive com sua esposa e dois filhos em Tóquio. Ele é o autor dos romances da trilogia Ring, que são adaptações do filme japonês de grande sucesso Ring e seus remakes The Ring Virus e The Ring. Seus passatempos são viajar e andar de motocicleta. Paradise, sua primeira obra, o fez ganhar o Japan Fantasy Novel Award.

### Série Ring (Ringu)
- Trilogia Ring
  - Ring (Ringu) (1991)
  - Spiral (Rasen) (1995)
  - Loop (Rupu) (1998)
- Coleção de Histórias Curtas
  - Birthday (1999)
    - "Coffin in the Sky"
    - "Lemonheart"
    - "Happy Birthday"
- Novos livros da saga Ring
  - S (2012)
  - Tide (2013)

### Contos
- Floating Water (1996)
- Solitary Isle (1996)
- The Hold (1996)
- Dream Cruise (1996)
- Adrift (1996)
- Watercolors (1996)
- Forest Under the Sea (1996)
- Coffin in the Sky (1999)
- Lemonheart (1999)
- Happy Birthday (1999)

### Coleções de contos
- In the Dephts of Dark Water (Honogurai mizu no soko kara) (1996): Contém os contos Floating Water, Solitary Isle, The Hold, Dream Cruise, Adrift, Watercolors e Forest Under the Sea.
- Birthday (1999): Contém os contos Coffin in the Sky, Lemonheart e Happy Birthday. Episódio final da trilogia Ring (composta por Ring, Spiral e Loop).
- Death and the Flower (2007)

### Adaptações de suas obras para cinema/televisão
- Ring (Ringu) (baseado no romance Ring) (1998)
- Rasen (Spiral) (baseado no romande Spiral) (1998)
- Ring 2 (Ringu 2) (continuação do filme Ring, sem base nos trabalhos do autor) (1999)
- The Ring Virus (baseado no romance Ring) (1999)
- Ring 0: Birthday (Ringu 0: Basudei) (baseado no conto Lemonheart) (2000)
- Dark Water (Japão, baseado no conto Floating Water) (2002)
- The Ring (baseado no livro Ring) (2002)
- Dark Water (EUA, baseado no conto Floating Water) (2005)
- Rings (curta-metragem de The Ring, sem base nos trabalhos do autor) (2005)
- The Ring Two (continuação do filme The Ring, sem base nos trabalhos do autor) (2005)
- Masters of Horror (13.º episódio da 2.ª temporada, baseado no conto Dream Cruise) (2007)